# Augusto Conti

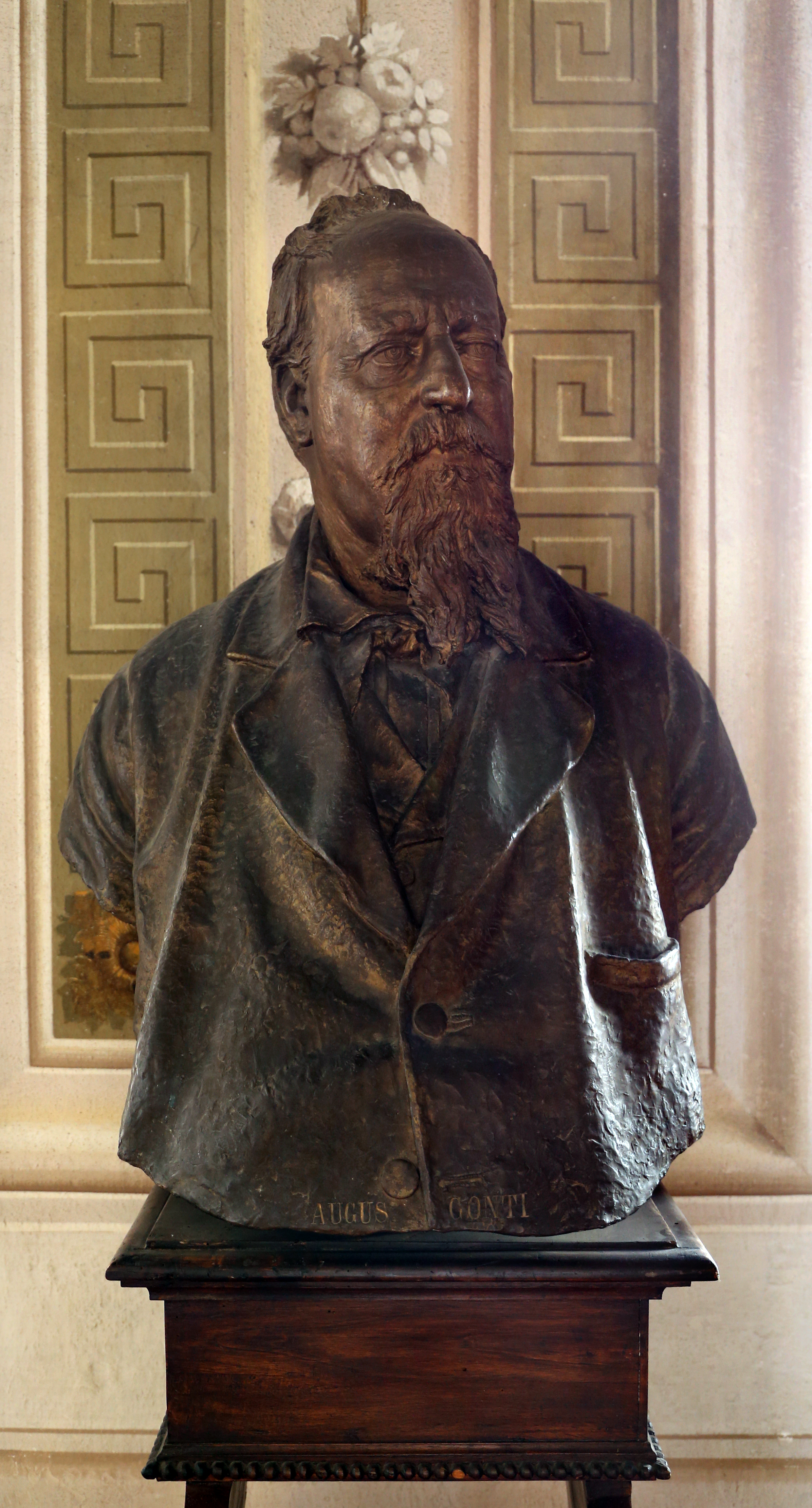
Augusto Conti.

Augusto Conti, född den 6 december 1822 i San Miniato i Toscana, död den 6 mars 1905 i Florens, var en italiensk filosof.
Conti blev juris doktor och stred som frivillig mot österrikarna 1848, verkade därefter dels som advokat, dels som lärare i filosofi och blev 1867 professor i teoretisk och praktisk filosofi vid Instituto di studi superiori i Florens. Han satt 1866-1870 i parlamentet som ombud för sin hemstad. Som filosof tillhör Conti den samtida katolicismens nythomism, men sökter med Thomas från Aquinos åsikter förena även andras, som inte strider mot den romersk-katolska tron. Hans främsta arbeten är Il vero nell'ordine (ontologi och logik; 2 band, 1876; 2:a upplagan 1891), L'armonia delle cose (antropologi, kosmologi och rationell teologi; 2 band, 1878), Il bello nel vero (estetik; 2 band, 1884; 3:e upplagan 1891) och Il buono nel vero (sedelära och naturrätt; 2 band, 1884).